# Brésil aux Jeux olympiques d'hiver de 2002
Le Brésil participe aux Jeux olympiques d'hiver de 2002 à Salt Lake City.

## Délégation
Le tableau suivant montre le nombre d'athlètes brésiliens dans chaque discipline :
| Sport       | Hommes | Femmes | Total |
| ----------- | ------ | ------ | ----- |
| Ski Alpin   | 1      | 1      | 2     |
| Bobsleigh   | 4      | 0      | 4     |
| Ski de fond | 1      | 1      | 2     |
| Luge        | 2      | 0      | 2     |
| Total       | 8      | 2      | 10    |

## Athlètes engagés
La délégation brésilienne se compose de 10 athlètes (8 hommes et 2 femmes) engagés dans quatre disciplines sportives

### Ski alpin
Hommes
| Athlète         | Épreuve      | Manche 1      | Manche 2 | Total | Total |
| Athlète         | Épreuve      | Temps         | Temps    | Temps | Rang  |
| --------------- | ------------ | ------------- | -------- | ----- | ----- |
| Nikolai Hentsch | Slalom Géant | 1 min 23 s 07 | DSQ      | DSQ   | –     |

Femmes
| Athlète         | Épreuve      | Manche 1      | Manche 2      | Total         | Total |
| Athlète         | Épreuve      | Temps         | Temps         | Temps         | Rang  |
| --------------- | ------------ | ------------- | ------------- | ------------- | ----- |
| Mirella Arnhold | Giant Slalom | 1 min 37 s 44 | 1 min 36 s 30 | 3 min 13 s 74 | 48    |

### Bobsleigh
Men
| Équipage | Athlètes                                                                     | Épreuve  | Manche 1 | Manche 1 | Manche 2 | Manche 2 | Manche 3 | Manche 3 | Manche 4 | Manche 4 | Total         | Total |
| Équipage | Athlètes                                                                     | Épreuve  | Temps    | Rang     | Temps    | Rang     | Temps    | Rang     | Temps    | Rang     | Temps         | Rang  |
| -------- | ---------------------------------------------------------------------------- | -------- | -------- | -------- | -------- | -------- | -------- | -------- | -------- | -------- | ------------- | ----- |
| BRA-1    | Eric Maleson Matheus Facho Inocêncio Edson Bindilatti Cristiano Rogério Paes | Four-man | 48 s 91  | 31       | 48 s 76  | 29       | 49 s 44  | 27       | 49 s 62  | 27       | 3 min 16 s 73 | 27    |

## Ski de fond
Men
| Épreuve | Athlète         | Course            | Course |
| Épreuve | Athlète         | Temps             | Rang   |
| ------- | --------------- | ----------------- | ------ |
| 50 km C | Alexander Penna | 3 h 23 min 58 s 7 | 57     |

C = Style Classique, L = Style Libre
Femmes
| Épreuve | Athlète              | Course        | Course |
| Épreuve | Athlète              | Temps         | Rang   |
| ------- | -------------------- | ------------- | ------ |
| 10 km C | Franziska Becskehazy | 46 min 46 s 0 | 57     |

C = Style Classique, L = Style Libre

### Luge
Hommes
| Athlète          | Manche 1 | Manche 1 | Manche 2 | Manche 2 | Manche 3 | Manche 3 | Manche 4 | Manche 4 | Total          | Total |
| Athlète          | Temps    | Rang     | Temps    | Rang     | Temps    | Rang     | Temps    | Rang     | Temps          | Rang  |
| ---------------- | -------- | -------- | -------- | -------- | -------- | -------- | -------- | -------- | -------------- | ----- |
| Renato Mizoguchi | 47 s 773 | 45       | 50 s 036 | 48       | 53 s 349 | 48       | 48 s 742 | 43       | 3 min 19 s 900 | 46    |
| Ricardo Raschini | 46 s 309 | 34       | 46 s 977 | 39       | 46 s 464 | 37       | 56 s 897 | 48       | 3 min 16 s 647 | 45    |